# OSSA Urbe
L'OSSA Urbe 250, coneguda simplement com a OSSA Urbe, fou un model de motocicleta del tipus escúter de roda alta fabricat per OSSA entre 1982 i 1984 (els darrers anys de vida de l'empresa). Pensada com a vehicle net i còmode per a la ciutat i amb prou potència per a trajectes interurbans, a mig camí d'un escúter i una motocicleta de turisme, es tractava d'una moto convencional, però completament protegida per un carenat frontal i una carrosseria amb base plana per als peus que en cobria el motor i les dues àmplies maletes laterals. Malgrat que aquesta mena de motocicletes és habitual actualment, la idea va resultar massa avançada per a l'època. Unint a això la seva discutible estètica, la poca qualitat dels components i la situació de crisi que estava travessant OSSA, l'Urbe no va obtenir l'èxit esperat i amb prou feines se'n van arribar a fabricar 470 unitats.
Pel que fa a l'apartat tècnic, l'OSSA Urbe es basava en la Copa 250 TE i duia, per tant, un motor de dos temps monocilíndric de 244 cc refrigerat per aire, bastidor de doble bressol i amortidors de forquilla convencional davant i telescòpics darrere. Les llandes d'aliatge desmuntables i els frens de disc (adoptats en les darreres versions) eren els de la Copa F3. El motor era capaç de lliurar 27 CV de potència màxima, prou per a mantenir còmodament un ritme superior als 100 km/h.

## Història
A començaments de la dècada del 1980, la crisi que arrossegava OSSA de feia anys amenaçava d'esdevenir irreversible. Mirant de resistir, l'empresa va decidir d'ampliar la gamma de models de carretera. El boom de les motos de fora d'asfalt de la dècada anterior començava a minvar i, a més, el context de crisi generalitzada feia que els usuaris cerquessin un altre tipus de motocicleta, més còmoda, polivalent i fàcil de mantenir. El 1980, OSSA va endegar el "Projecte Crisi" amb la idea de llançar al mercat un vehicle pràctic i còmode com els escúters però que oferís alhora les prestacions i sensacions de conducció de les motocicletes. El resultat, presentat dos anys després, va ser l'Urbe.
La proposta d'una moto normal transformada en escúter era tan innovadora a l'època que no va obtenir resposta comercial. S'ha dit que l'Urbe es va avançar 35 anys al mercat. Per a molts historiadors de la moto, fou la primera gran motocicleta moderna dissenyada pensant en el seu ús diari a la ciutat, allò que avui dia es coneix internacionalment com a commuting ("mobilitat pendular") i el rol del qual han acabat assumint els maxiscooters. Actualment, diversos fabricants produeixen aquesta mena d'escúters amb característiques semblants a les de l'Urbe, com ara el carenat integral o les maletes incorporades. A banda, motocicletes de roda alta i gran cilindrada com ara les Honda Integra, X-ADV o Forza 750 ofereixen grans prestacions amb la mateixa filosofia de comoditat i versatilitat.
Un dels punts febles de l'Urbe era el seu disseny. La línia de la moto, basada en línies rectes i angles marcats, mai no va arribar a convèncer els aficionats i clients potencials. El preu, elevat, tampoc no va ajudar i tot plegat en va causar el cessament de la producció el 1984, poc abans que allò que quedava d'OSSA tanqués definitivament les portes.

## Característiques
L'OSSA Urbe equipava el motor monocilíndric de la Copa 250. Pensada per a un ús tant urbà com de rodalies, disposava de maletes integrades i una àmplia guantera entre el carenat i el manillar.
En l'apartat estètic, la moto va experimentar diversos canvis de decoració fins que va arribar a la producció. En alguns dels primers assajos publicats durant la tardor de 1980 a les revistes especialitzades, el prototip de l'Urbe anava pintat de verd (el mateix to que la TR 77) amb detalls carbassa. N'hi hagué alguna altra mostra en color blau marí i se'n conserva un dels primers prototips en color negre amb rivets daurats (vegeu-ne dues imatges en aquest article). A l'hora del seu llançament, però, la moto es va fabricar en un elegant color daurat o en gris argentat, segons la versió.
Fitxa tècnica
| OSSA Urbe | OSSA Urbe              | OSSA Urbe |
| --- | ---------------------- | --------- |
| Id. Model | B77                    |           |
| Núm. Sèrie | B770001                |           |
| Anys | 1982 - 1984            |           |
| CC | 244,29                 |           |
| Diàmetre x Carrera | 72 x 60 mm             |           |
| CV | 25,2 a 7.000 rpm       |           |
| Carburador | Amal 25 mm             |           |
| Canvi | 5 velocitats           |           |
| Suspensió davant | Forquilla telescòpica  |           |
| Suspensió darrera | Amortidors hidràulics  |           |
| Pneumàtic davant | 3,25 x 18              |           |
| Pneumàtic darrera | 3,50 x 18              |           |
| Frens davant | Tambor 163 x 41 mm     |           |
| Frens darrera | Tambor 163 x 41 mm     |           |
| Pes en sec | 105 Kg                 |           |
| Capacitat dipòsit | 13,5 l                 |           |
| Pintura dipòsit | Daurat o gris argentat |           |
| \| • Altres \| \| ------------------------------------------------------------------------------------------------- \| \| - Encesa: Volant magnètic Motoplat - Distància entre eixos: 1.373 mm - Velocitat màxima: 145 km/h \| |                        |           |
| • Altres |                        |           |
| - Encesa: Volant magnètic Motoplat - Distància entre eixos: 1.373 mm - Velocitat màxima: 145 km/h |                        |           |

1. 1 2  Frens de disc a les darreres versions